# Henry Alfred Ward
Pour les articles homonymes, voir Ward.
Cet article possède un paronyme, voir Henry Ward.
Henry Alfred Ward (20 août 1849-11 mai 1934) est un homme politique canadien de l'Ontario. Il est député fédéral conservateur de la circonscription ontarienne de Durham-Est de 1885 à 1891 et de 1900 à 1904, ainsi que de Durham de 1904 à 1908.

## Biographie
Né à Port Hope dans le Canada-Ouest, Ward devient avocat et maire de Port Hope en 1885 et de 1893 à 1894.
Élu lors d'une élection partielle en 1885 et réélu en 1887, il ne se représente pas en 1891. De retour en 1900 et réélu en 1904, il ne se représente pas en 1908.
Actif dans la milice canadienne, il est inscrit dans le 46(th) East Durham Battalion à partir de 1867. Il prend sa retraite en 1909 avec le rang de lieutenant-colonel du The Durham Regiment (en).